# Walter Westley Russell

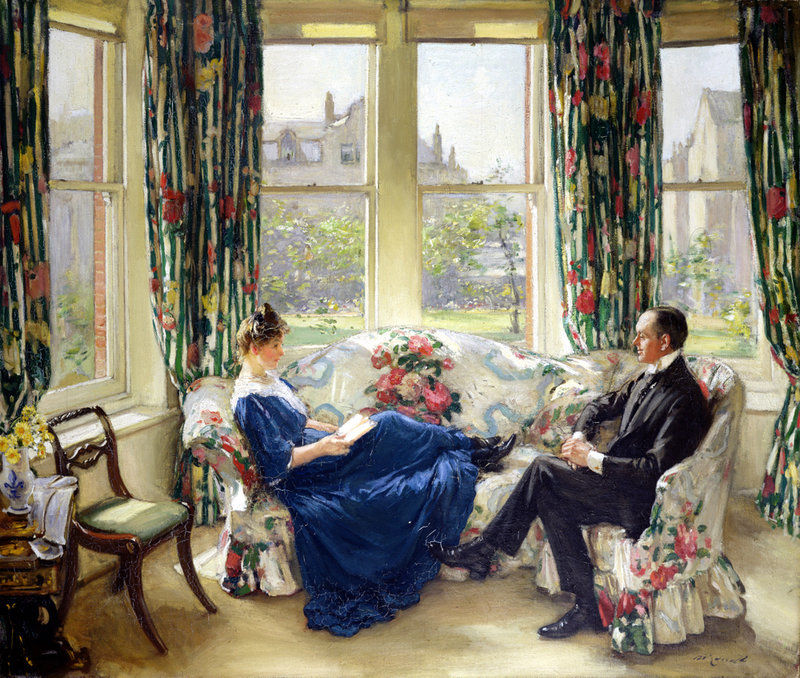
Walter Westley Russell, 1907 - The morning room

Walter Westley Russell (31 de mayo de 1867-16 de abril de 1949) fue un pintor y profesor de arte británico. Se convirtió en miembro de la Royal Academy of Arts en 1926 y actuó como Guardián de las Royal Academy Schools desde 1927 hasta 1942.

## Vida y carrera

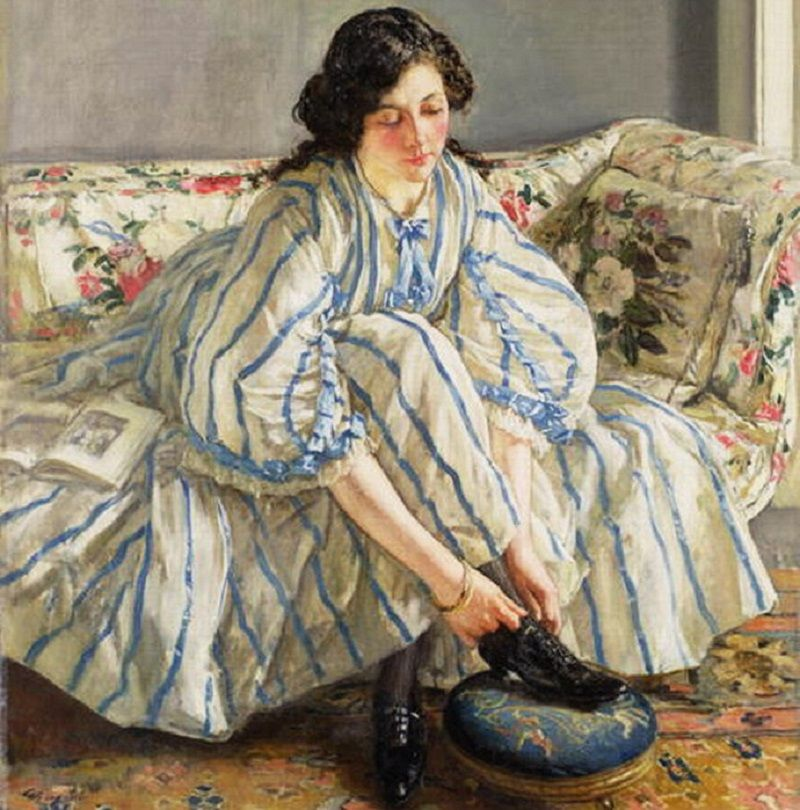
Walter Westley Russell - Tying her shoe - 1910

Russell nació en Forest Gate, Essex, en 1867 y estudió en la Escuela de Arte de Westminster con el profesor Frederick Brown. Expuso cinco obras en la Royal Academy entre 1891 y 1904, entre ellas Los pierrots, La hora del té y un retrato. Expuso en New English Art Club desde 1893.

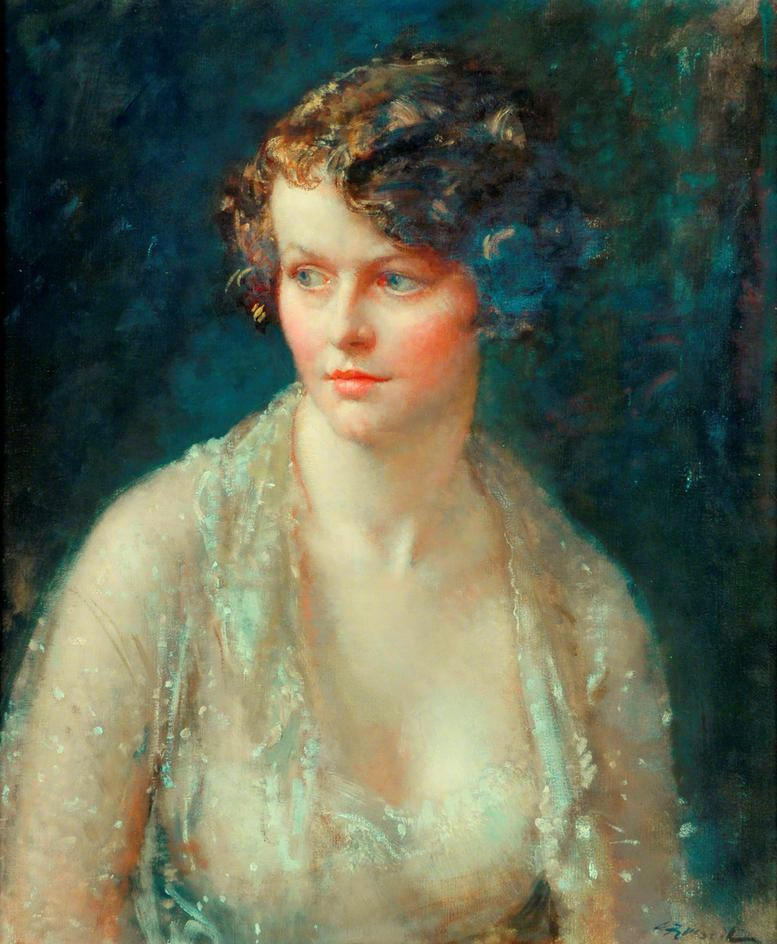
Walter Westley Russell - Prunella

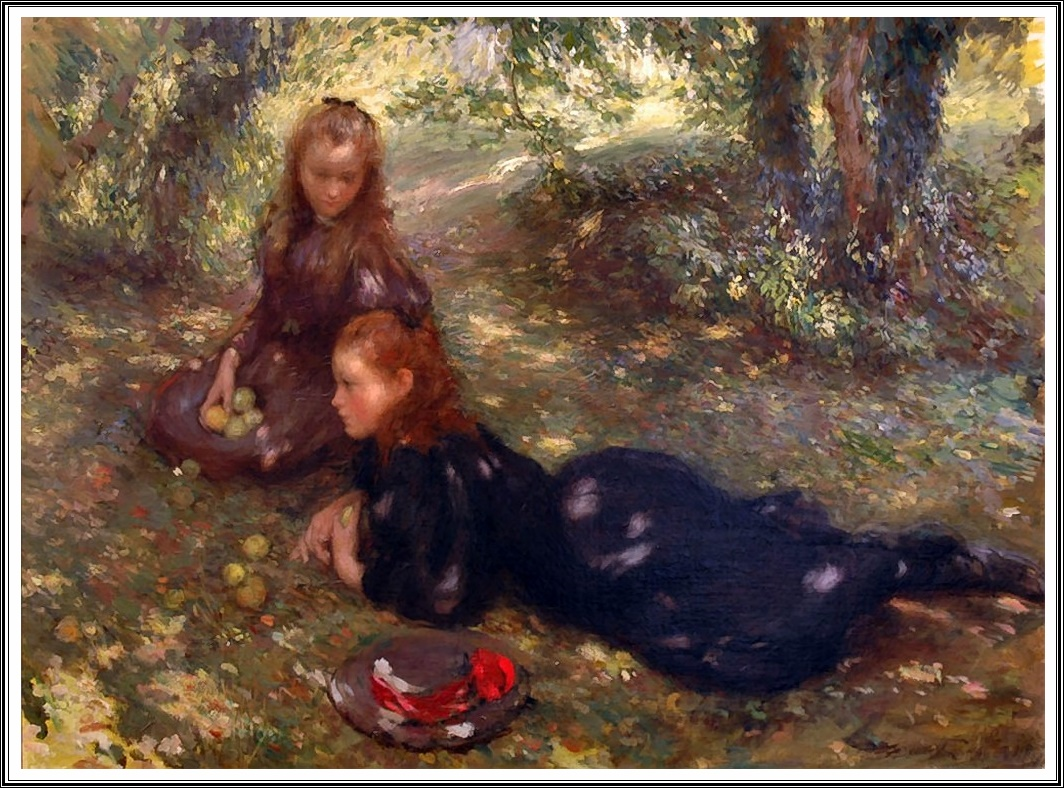
Walter Westley Russell - Under the Apple tree

Fue maestro y luego profesor asistente en la Slade School of Fine Art entre 1895 y 1927. Como paisajista trabajó principalmente en el Yorkshire, Norfolk y Sussex. También pintó retratos y cuadros de género. Fue uno de los 150 artistas elegidos para representar a Gran Bretaña en la Exposición de la Bienal de Venecia de 1912. Sus obras también formaron parte del evento de pintura en la competencia de arte en los Juegos Olímpicos de Verano de Ámsterdan de 1928.
Durante la Primera Guerra Mundial, fue teniente en los Ingenieros Reales y fue reconocido en despachos.
Fue elegido miembro asociado de la Royal Academy el 22 de abril de 1920, convirtiéndose en académico de pleno derecho el 23 de febrero de 1926 y académico principal el 1 de enero de 1943. Actuó como Guardián de las Escuelas de la Royal Academy desde octubre de 1927 (fue designado en la Asamblea General el 28 de junio de 1927), dirigiendo la escuela durante un período en el que estaba aboliendo el sistema de visitantes a favor de profesores permanentes. Se retiró en 1942, convirtiéndose en Guardián de Honor desde el Día de San Miguel hasta finales de año. También se convirtió en miembro de la Society of Painters in Water Colors en 1930 y fue fideicomisario de la National Gallery (designado en 1927) y de la Tate Gallery (designado en 1934).
Russell fue nombrado Comandante de la Real Orden Victoriana en 1931,  y caballero en 1935. 
Se casó con Lydia Burton (1881-1944) en 1900 y no tuvieron hijos. Murió en su casa de Kensington, Londres, en 1949.

## Obras
Las obras de Russell incluyen:
- Una vista del puerto de Poole
- La sala de la mañana ( c. 1907 )
- Peluquería (1909)
- Burros y cometas (1909)
- Acarreo de arena (1910)
- El vestido azul (1911)
- Señor Minney (1920)
- Sra. David Jagger ( c. 1925 )
- Alicia ( c. 1926 )
- Las cuentas de ámbar (1926)
- Cordelia (1930)
- El corral (1934)
- Marea alta, Blakeney (1938)
- Playa Studland ( c. 1943 )